# Russland beim Eurovision Young Musicians
Übertragende Rundfunkanstalt

Ausschluss am 26. Mai 2022
Erste Teilnahme
1994
Bisher letzte Teilnahme
2018
Anzahl der Teilnahmen
9
Höchste Platzierung
1 (2018)
Dieser Artikel befasst sich mit der Geschichte Russlands als Teilnehmer des Wettbewerbs Eurovision Young Musicians.

## Regelmäßigkeiten der Teilnahme und Erfolg im Wettbewerb
Russland nahm erstmals 1994 am Wettbewerb teil. Jedoch schied die Pianistin Anna Ajrapetiants bereits im Halbfinale aus. Die erste Platzierung unter den ersten Drei gelang Russland sechs Jahre später, durch den Pianisten Nikolai Tokarew. Den ersten Sieg feierte Russland im Jahr 2018, durch den Pianisten Iwan Bessonow. Umso überraschender kam es das sich der zuständige Sender Rossija K ohne eine nähere Angabe von Gründen 2020 vom Wettbewerb zurückzog.
Am 26. Februar 2022 traten die russischen Staatssender Rossija 1, WGTRK und Radio Dom Ostankino als Reaktion auf den Ausschluss vom Eurovision Song Contest 2022 ihrerseits aus der EBU aus. Am 26. Mai 2022 wurden dann sämtliche russische Sender aus der EBU ausgeschlossen. Somit ist eine Rückkehr Russlands zum Wettbewerb bis auf weiteres ausgeschlossen.
Mit fünf Platzierungen unter den besten drei, davon einem Sieg gehört Russland zu den erfolgreichsten Ländern beim Eurovision Young Musicians.

## Liste der Beiträge
Farblegende: – 1. Platz. – 2. Platz. – 3. Platz. – ausgeschieden im Halbfinale/in der Qualifikation. – keine Teilnahme/nicht qualifiziert.
| Jahr           | Interpret                                          | Instrument                                         | Stücke | Platz Finale                                       | Platz Halbfinale                                   | Nationale Vorentscheidung                          |
| -------------- | -------------------------------------------------- | -------------------------------------------------- | --- | -------------------------------------------------- | -------------------------------------------------- | -------------------------------------------------- |
| 1994           | Anna Ajrapetiants                                  | Klavier                                            | Ala Albeniz by Rodion Shchedrin | Ausgeschieden                                      | k. A. / 24                                         |                                                    |
| 1996           | unbekannt                                          | Violine                                            | unbekannt | Ausgeschieden                                      | k. A. / 17                                         |                                                    |
| 1998           | Auf Teilnahme verzichtet                           | Auf Teilnahme verzichtet                           | Auf Teilnahme verzichtet | Auf Teilnahme verzichtet                           | Auf Teilnahme verzichtet                           | Auf Teilnahme verzichtet                           |
| 2000           | Nikolai Tokarew                                    | Klavier                                            | Piano Concerto in E minor, op. 11, 3rd movement by Frederic Chopin | 3 / 8                                              | k. A. / 18                                         |                                                    |
| 2002           | Nikita Borissoglebski                              | Violine                                            | unbekannt | Ausgeschieden                                      | k. A / 20                                          |                                                    |
| 2004           | Dinara Nadschafowa                                 | Klavier                                            | Piano Concerto No.2 (3rd Movement) by Camille Saint-Saëns | 3 / 7                                              | k. A. / 17                                         |                                                    |
| 2006           | Dmitri Mayboroda                                   | Klavier                                            | Concerto for Piano and Orchestra, KV 467 3rd movement by W.A. Mozart | 3 / 7                                              | k. A. / 18                                         |                                                    |
| 2008           | Anastassija Kobekina                               | Cello                                              | Rondo by Luigi Boccherini Nocturn by Pjotr Tschaikowski Am Springbrunnen op. 20/2 by Karl Dawidow | k. A. / 7                                          | k. A. / 8                                          |                                                    |
| 2010           | Daniil Trifonow                                    | Klavier                                            | Grande Polonaise Brillante précédé d’un Andante spianato, G-Dur u. Es-Dur, Opus 22 by Frédéric Chopin | 3 / 7                                              | k. A. / 8                                          |                                                    |
| 2012 2014 2016 | Auf Teilnahme verzichtet                           | Auf Teilnahme verzichtet                           | Auf Teilnahme verzichtet | Auf Teilnahme verzichtet                           | Auf Teilnahme verzichtet                           | Auf Teilnahme verzichtet                           |
| 2018           | Iwan Bessonow                                      | Klavier                                            | Mazurka in B flat minor, Op 24 No 4 von Frédéric Chopin Fantaisie-Impromptu in C sharp minor, Op 66 von Frédéric Chopin Prelude in G minor, Op 23 No 5 von Sergei Wassiljewitsch Rachmaninow Barncleupédie von James MacMillan 3rd mvt from Piano Concerto No. 1 von Pjotr Iljitsch Tschaikowski | 1 / 6                                              | k. A. / 9                                          | interne Auswahl                                    |
| 2020 2022 2024 | Auf Teilnahme verzichtet bzw. Sperre durch die EBU | Auf Teilnahme verzichtet bzw. Sperre durch die EBU | Auf Teilnahme verzichtet bzw. Sperre durch die EBU | Auf Teilnahme verzichtet bzw. Sperre durch die EBU | Auf Teilnahme verzichtet bzw. Sperre durch die EBU | Auf Teilnahme verzichtet bzw. Sperre durch die EBU |

## Impressionen

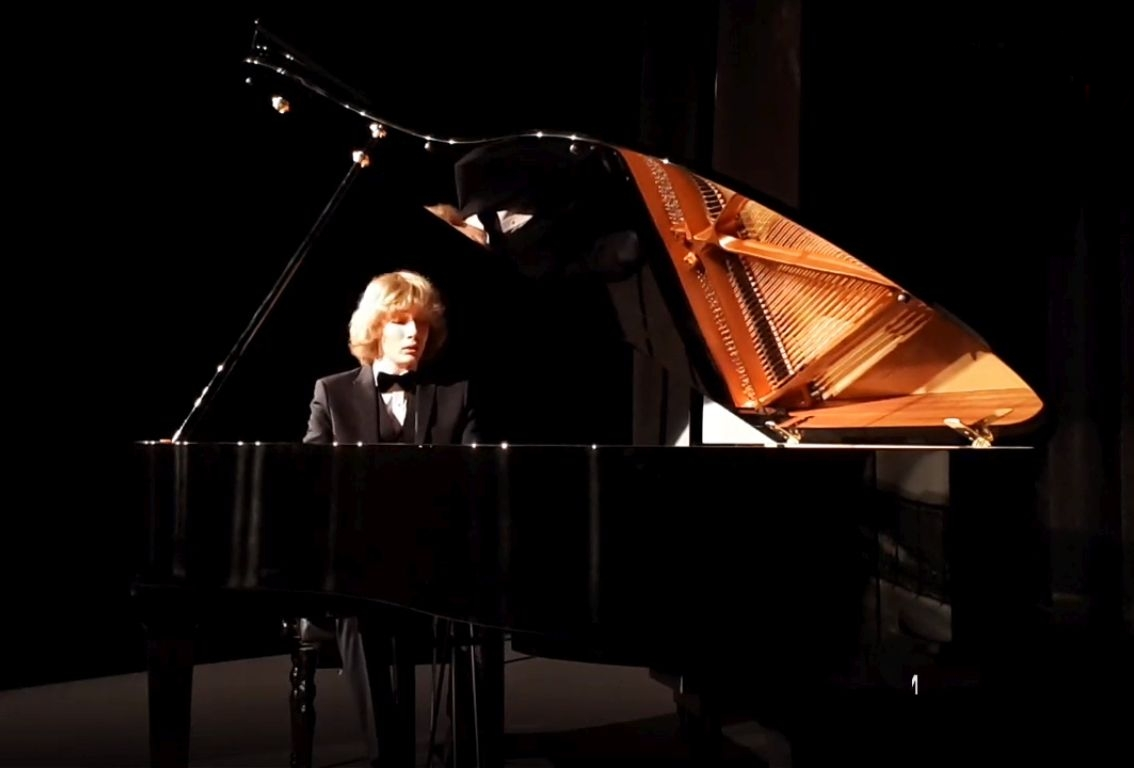
Ivan Bessonov (Sieger 2018)